# Klement II.

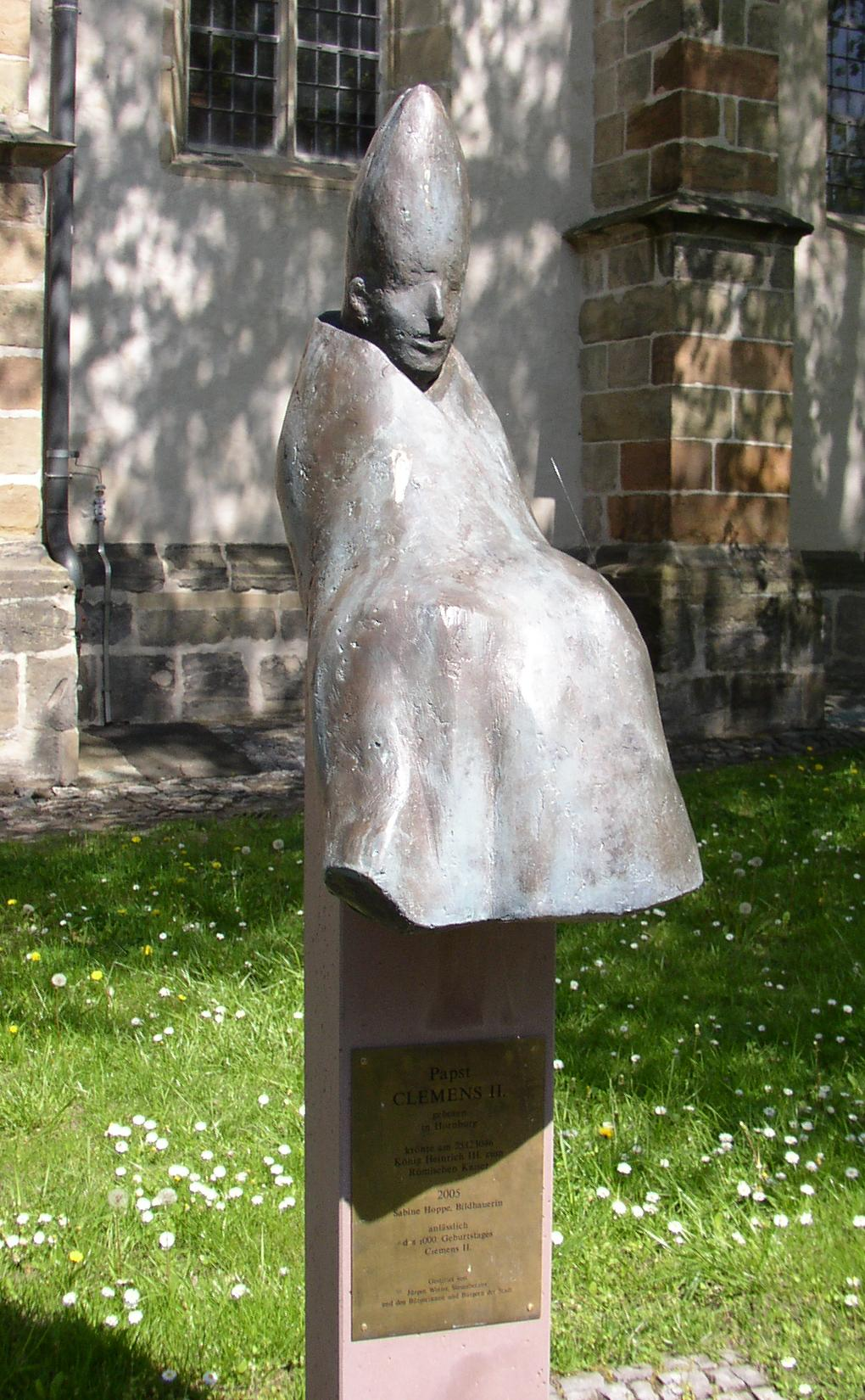
Socha v Hornburgu, autorka Sabine Hoppe

Klement II., rodným jménem Suitger, hrabě z Morslebenu a Hornburgu (1005 Hornburg – 9. října 1047 Pesaro) se narodil v Hornburgu, v Dolním Sasku v Německu. Byl synem hraběte Konrada z Morslebenu a Hornburgu a jeho manželky Amulrad. V roce 1040 se stal v Bambergu biskupem. Papežem byl od 25. prosince 1046 až do své smrti.

## Historie
V roce 1046 doprovázel Suitger německého krále Jindřicha III., do Itálie, když na žádost římských frakcí laiků i duchovních měl ukončit dlouho trvající chaos týkající papežské legitimity. Jindřich po příchodu do Itálie svolal církevní synodu do Sutri. Synoda pod dohledem Jindřicha odvolala kandidaturu Benedikta IX., Silvestra III. a přiměla k rezignaci stávajícího papeže Řehoře VI., který byl obviněn ze svatokupectví. Jindřich navrhl vlastního kandidáta, jenž přijal jméno Klement II. a 25. prosince 1016 byl vysvěcen. První papežský akt Klementa II. byla korunovace Jindřicha III. císařem Svaté říše římské včetně korunovace jeho manželky, což bylo součástí Jindřichova plánu. I když Klement II. zastával svůj úřad pouze krátce, přijal přísnější pravidla týkající se svatokupectví (simony).

## Synoda v Sutri
Na podzim roku 1046 si nárok na papežský stolec dělali tři kandidáti. Jeden z kandidátů byl biskupem v Bazilice Sv. Petra (Basilica di San Pietro in Vaticano), další v Lateránu, (Basilica di San Giovanni in Laterano), a třetí v Bazilice Panny Marie Sněžné (Santa Maria Maggiore) v Římě. Dva z nich, Benedikt IX. A Silvestr III. reprezentovali soupeřící frakce šlechty. Třetím byl Řehoř VI., jenž si titul papeže koupil od odstupujícího Benedikta IX. v dobré víře, že tím ukončí chaos a boje v Římě, a byl také současným papežem. Katolická encyklopedie tvrdí, že toto opatření, které mohlo zničit důvěru v církev bylo simonické, tedy bylo to svatokupectví. Někteří o vině Řehoře VI. pochybovali, ale způsob získání jeho papežského úřadu nesl všechny aspekty svatokupectví. Bylo to rozhodně považováno za vadu Řehořova charakteru. Každá frakce měla v Římě řadu přívrženců a ovládala část města.

## Klement II. papežem
Když koncil v Sutri potvrdil Suitgera jako jediného legitimního papeže Klementa II., odcestoval Jindřich s novým papežem do Říma, kde jej i s manželkou korunoval císařem Svaté říše římské. Nový papež si ponechal i své biskupství v Bambergu. Částečně kvůli potřebné finanční podpoře, a také pro případ, že by se Římané rozhodli vyhnat ho, aby se měl kam vrátit. Jeho rozhodnutí byla později kritizována reformní stranou v rámci papežské kurie. Jednak spojení krále s Klementovou volbou papežem a také to, že si Klement II. ponechal úřad biskupa v bamberské diecézi. Řídil tak současně Řím i Bamberk.

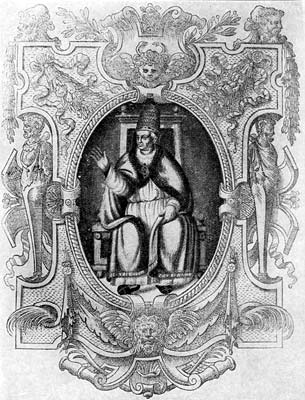
Papež Klement II.

Na své cestě, kdy doprovázel císaře jižní Itálií vyhlásil Klement II. interdickt nad městem Benevento, protože odmítlo císaři otevřít své brány. Pokračoval s Jindřichem do Německa, cestou kanonizoval Sv. Wiboradu, (také Guiborat, Weibrath nebo Viborata, zemřela roku 926).
Toxikologické zkoušky v roce 1959 prokázaly v Klementových ostatcích přítomnost značného množství prudce jedovatého olověného cukru (trihydrát octanu olovnatého). Je tedy možné, že byl otráven, ovšem vzhledem k tomu, že soudobí léčitelé látku často používali při léčbě (zejména u pohlavních chorob a průjmů), mohl se papež stát jednou z řady jejich nechtěných obětí.

## Odkazy

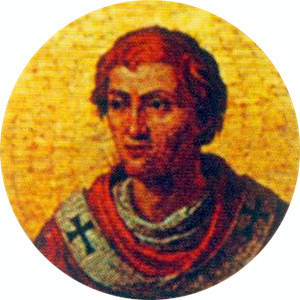
Portrét papeže Klementa II. v bazilice sv. Pavla za hradbami

### Poznámka
1. ↑  V roce 925 Viborata předpovídala maďarskou invazi do jejího regionu. Její varování umožnilo kněžím u Sv. Gala a Sv. Magnuse skrýt knihy a víno a uniknout do jeskyní v nedalekých kopcích. Nejcennější rukopisy byly přeneseny do kláštera na ostrově Reichenau. Opat kláštera Engilbert, vyzvala Wiboradu, aby unikla do bezpečí, ale odmítla opustit svou celu. Nájezdníci klášter vypálili a Viborádu zavraždili. Za záchranu církevních cenností a životů mnichů byla svatořečena.